# Ana Bjelica
Ana Bjelica (Belgrado, 3 aprile 1992) è una pallavolista serba, opposto della Cuneo Granda.

## Biografia
È sorella dei cestisti Milko e Milka Bjelica.

## Carriera

### Club
La carriera di Ana Bjelica inizia nel 2008 tra le file della Stella Rossa, club con il quale vince quattro campionati e quattro Coppe di Serbia, oltre ad un secondo posto nella Coppa CEV 2009-10.
Nella stagione 2013-14 si trasferisce in Polonia, ingaggiata dalla neo-promossa Chemik Police, vincendo la Coppa di Polonia 2013-14, due scudetti e la Supercoppa polacca 2014.
Nell'annata 2015-16 si trasferisce nella Voleybol 1. Ligi turca per giocare col Salihli di Manisa, mentre nell'annata successiva approda in Brasile, dove prende parte alla Superliga Série A con l'Osasco; rientra in Serbia nella stagione 2017-18, tornando a giocare nella Stella Rossa fino al gennaio 2018 quando viene ingaggiata dal club svizzero di Lega Nazionale del Volero Zurigo, con cui si aggiudica la Coppa di Svizzera e il campionato.
Nella stagione 2018-19 viene ingaggiata dal Volero Le Cannet in Ligue A francese, prima di far ritorno al club di Osasco per l'annata seguente.
Per il campionato 2020 si accasa al Beijing, militante nella Chinese Volleyball Super League; terminati gli impegni con il club cinese, prosegue la stagione allo Železničar Lajkovac, nella Superliga serba, con cui si aggiudica la coppa nazionale, per poi concludere l'annata tra le file del Radomka, nella Liga Siatkówki Kobiet polacca.
Poco dopo l'inizio della stagione 2021-22, veste la maglia della Megavolley, neopromossa nella Serie A1 italiana, per poi trasferirsi prima in Romania, al Târgoviște, in Divizia A1, per l'annata 2022-23, e poi nuovamente in Polonia, al Budowlani Łódź, in Liga Siatkówki Kobiet, per l'annata 2023-24.
Nella stagione 2024-25 firma per la Cuneo Granda, in Serie A1.

### Nazionale
Nel 2009, con la selezione serba Under-18 conquista la medaglia d'argento al campionato mondiale di categoria, mentre l'anno seguente raggiunge il secondo posto agli europei Under-19, premiata nell'occasione anche come miglior realizzatrice.
Nello stesso anno viene convocata per la prima volta in nazionale maggiore con la quale vince la European League 2010; nel 2013 conquista la medaglia di bronzo al World Grand Prix 2013 e due anni più tardi giunge terza ai I Giochi europei e al campionato europeo e raggiunge la piazza d'onore alla Coppa del Mondo.
Sempre con la nazionale, nel 2017 conquista la medaglia di bronzo al World Grand Prix e quella d'oro al campionato europeo e, nel 2018, quella d'oro al campionato mondiale, bissando quindi il titolo continentale nell'edizione del 2019.
Nel 2021 conquista la medaglia di bronzo ai Giochi della XXXII Olimpiade di Tokyo e quella d'argento al campionato europeo, mentre l'anno seguente giunge terza alla Volleyball Nations League e vince l'oro al campionato mondiale. Nel 2023 bissa l'argento al campionato europeo.

## Palmarès

### Club
- Campionato serbo: 4

2009-10, 2010-11, 2011-12, 2012-13
- Campionato polacco: 2

2013-14, 2014-15
- Campionato svizzero: 1

2017-18
- Coppa di Serbia: 5

2009-10, 2010-11, 2011-12, 2012-13, 2020-21
- Coppa di Polonia: 1

2013-14
- Supercoppa polacca: 1

2014
- Supercoppa svizzera: 1

2018

### Nazionale (competizioni minori)
- Campionato mondiale under 18 2009
- Campionato europeo under 19 2010
- European League 2010
- Giochi europei 2015

### Premi individuali
- 2010 - Campionato europeo Under-19: Miglior realizzatrice
- 2014 - Coppa di Polonia: Miglior attaccante